# Dante Fowler
Dante Fowler Jr. (St. Petersburg, 3 agosto 1994) è un giocatore di football americano statunitense che milita nel ruolo di outside linebacker per i Dallas Cowboys della National Football League (NFL). Fu scelto come terzo assoluto nel Draft NFL 2015.

## Carriera universitaria
Al college, Fowler giocò a football con i Florida Gators dal 2012 al 2014. Nel suo primo anno giocò nel ruolo di outside linebacker tutte le 13 partite, disputando la sua prima gara come titolare contro Missouri. Concluse l'annata con 30 tackle e 2,5 sack, venendo premiato come freshman All-American da numerosi pubblicazioni. Nel 2013 disputò come titolare tutte le 13 sfide dei Gators, venendo nominato capitano per le ultime due squadre della stagione, terminata con 50 tackle e 3,5 sack. Nel 2014 passò da 125 a 118 kg per diventare più reattivo. Concluse la stagione totalizzando 60 tackle, 8,8 sack e 2 fumble forzati, venendo inserito nella formazione ideale della Southeastern Conference. Nella sua ultima partita, il Birmingham Bowl contro East Carolina, mise a segno tre sack, contribuendo alla vittoria dei Gators per 28-20.
Il 19 novembre 2014, Fowler annunciò che avrebbe rinunciato all'ultimo anno nel college football per rendersi eleggibile nel Draft NFL.

## Carriera professionistica

### Jacksonville Jaguars
A marzo 2015, NFL.com classificò Fowler come una delle potenziali prime tre scelte del Draft NFL 2015. Il 30 aprile venne scelto dai Jacksonville Jaguars come terzo assoluto. Dopo una sola settimana, l'8 maggio, Fowler si infortunò al legamento crociato anteriore nella prima ora del primo allenamento riservato ai rookie, venendo costretto a perdere tutta la sua prima stagione. Fece così il suo atteso debutto professionistico nel primo turno della stagione 2016, partendo come titolare e mettendo a segno 3 tackle nella sconfitta coi Green Bay Packers. La settimana successiva contro i San Diego Chargers mise a segno i primi due sack in carriera ai danni di Philip Rivers. La sua annata si chiuse disputando tutte le 16 partite, una delle quali come titolare, con 32 tackle e 4 sack.
Nel primo turno della stagione 2017, Fowler forzò il primo fumble in carriera contro gli Houston Texans. Un altro lo fece registrare due settimane dopo a Londra su Terrance West, il primo subito dal giocatore dal 2015. La sua seconda annata si chiuse con 8 sack, militando in una delle migliori difese della lega e arrivando coi Jaguars sino alla finale della AFC.
Nel secondo turno della stagione 2018 mise a segno la giocata chiave della partita con un sack su Tom Brady di cui recuperò il fumble, permettendo ai Jaguars di battere i Patriots e vendicare la sconfitta nei playoff dell'anno precedente.

### Los Angeles Rams
Il 30 ottobre 2018, Fowler fu scambiato con i Los Angeles Rams per una scelta del terzo giro del Draft NFL 2019 e una quinta del Draft NFL 2020. Nei playoff, i Rams batterono i Cowboys e i Saints, qualificandosi per il loro primo Super Bowl dal 2001, perso contro i New England Patriots.. Fowler scese in campo come titolare nella finalissima.
Nel settimo turno della stagione 2019 Fowler disputò una delle sue migliori prove, mettendo a segno 3 sack, 3 tackle con perdita di yard, un passaggio deviato e un fumble forzato nella vittoria sugli Atlanta Falcons. La sua stagione, la prima stabilmente come titolare in carriera, si chiuse con i nuovi primati personali in tackle (58), sack (11,5) e passaggi deviati (6).

### Atlanta Falcons
Il 18 marzo 2020 Fowler firmò con gli Atlanta Falcons un contratto triennale del valore di 48 milioni di dollari.

### Dallas Cowboys
Il 18 marzo 2022 Fowler firmò un contratto di un anno con i Dallas Cowboys.

### Washington Commanders
Il 15 marzo 2024 Fowler firmò un contratto di un anno con i Washington Commanders. Nel settimo turno mise a segno un intercetto su Andy Dalton, ritornando il pallone per 67 yard in touchdown nella vittoria sui Carolina Panthers. Due settimane dopo mise a segno due sack nella vittoria sui Giants.

### Ritorno ai Dallas Cowboys
Il 14 marzo 2025 Fowler firmò un contratto annuale del valore di 8 milioni di dollari per fare ritorno ai Cowboys.

## Palmarès

### Franchigia
- National Football Conference Championship: 1

Los Angeles Rams: 2018